# 18653 Christagünt
(18653) Christagünt, denumire internațională (18653) Christagunt, este un asteroid din centura principală de asteroizi.

## Descriere
18653 Christagünt este un asteroid din centura principală de asteroizi. A fost descoperit pe 28 martie 1998 la Observatorul Starkenburg din Heppenheim. Asteroidul prezintă o orbită caracterizată de o semiaxă mare de 2,39 ua, o excentricitate de 0,17 și o înclinație de 10,5° în raport cu ecliptica.